# Zeria keyserlingi
Zeria keyserlingi es una especie de arácnido  del orden Solifugae de la familia Solpugidae.

## Distribución geográfica
Se encuentra en el oeste de África.